# Rivière du Petit Portage
Pour l’article homonyme, voir Portage.
La rivière du Petit Portage est un affluent de la rive ouest de la rivière Chaudière laquelle coule vers le nord pour se déverser sur la rive sud du fleuve Saint-Laurent.
La rivière du Petit Portage coule dans les municipalités de Saint-Hilaire-de-Dorset et de Saint-Gédéon-de-Beauce, dans la municipalité régionale de comté (MRC) de Beauce-Sartigan, dans la région administrative de Chaudière-Appalaches, au Québec, au Canada.

## Géographie
Les principaux bassins versants voisins de la rivière du Petit Portage sont :
- côté nord : rivière de la Grande Coudée, rivière Shenley, rivière Chaudière ;
- côté est : rivière Chaudière ;
- côté sud : rivière Chaudière, rivière Ludgine ;
- côté ouest : rivière de la Grande Coudée, rivière Ludgine, Rivière aux Bleuets Sud.

La rivière du Petit Portage prend sa source au lac Douglas, dans la municipalité de Saint-Hilaire-de-Dorset. Sa source est située à 1,8 km à l'ouest de la limite de Saint-Gédéon.
À partir de sa source, la rivière de la Grande Coudée coule sur 6,8 km répartis selon les segments suivants :
- 3,0 km vers le nord-est, dans la municipalité de Saint-Hilaire-de-Dorset ;
- 3,8 km vers l'est dans une vallée encavée, dans la municipalité de Saint-Gédéon-de-Beauce, jusqu'à sa confluence.

La rivière du Petit Portage se déverse sur la rive ouest de la rivière Chaudière à Saint-Gédéon-de-Beauce. Sa confluence se situe face à l'île des Champagne et face à la partie sud du village de Saint-Gédéon-de-Beauce. Cette confluence se situe aussi en aval de la confluence de la rivière Samson (Chaudière) et en amont de la confluence de la rivière à la Truite.

## Toponymie
Le toponyme Rivière du Petit Portage a été officialisé le 28 février 1980 à la Commission de toponymie du Québec.